# Franz Homoet
Franz Arnold Homoet (* 25. August 1896 in Greven, Landkreis Münster; † 5. März 1971 in Münster) war ein deutscher Landschafts-, Marine-, Genre- und Figurenmaler sowie Kunsterzieher am Gymnasium Paulinum in Münster.

## Leben
Franz Homoet wurde auf dem Schulzenhof Homoet-Ostenfelde bei Greven geboren. Er machte sein Abitur auf dem Gymnasium Paulinum in Münster. Im Ersten Weltkrieg wurde er zum Militärdienst eingezogen. Mit einer Erblindung auf einem Auge entließ ihn das Militär 1917. Er studierte an der Kunstgewerbeschule Münster und legte an der Kunstakademie Düsseldorf eine Prüfung für das Lehramt als Kunsterzieher ab. Außerdem nahm er Privatunterricht bei Lothar von Kunowski in Düsseldorf. 1920 debütierte er in der Kunsthalle Düsseldorf. Zeitweise arbeitete er in einem Atelier im Goethe-Gymnasium in Bochum. 1924 wurde er Kunsterzieher am Gymnasium Paulinum, wo er 1962 als Studienrat in den Ruhestand trat.
Homoet malte Motive von der Nordseeküste und aus Westfalen, insbesondere Fischerboote und Figürliches. Seine der Moderne zugewandte Malerei beherrschte eine größere Breite von Darstellungsweisen. In der Zeit des Nationalsozialismus war Homoet Mitglied der Reichskammer der bildenden Künste. Für diese Zeit ist seine Teilnahme an 26 großen Gruppenausstellungen und einer Einzelausstellung sicher belegt, darunter von 1937 bis 1943 alle Großen Deutschen Kunstausstellungen in München. Dabei erwarb Hermann Göring 1938 das Ölgemälde Westfälische Kartoffelernte und 1940 Joachim von Ribbentrop Kartoffelernte.
Arbeiten Homoets sind in Museen in Bielefeld, Bochum, Dortmund, Hagen (Westfalen) und in Münster vertreten. Er war Mitglied der Künstlergemeinschaft Schanze. Nach dem Zweiten Weltkrieg schuf er Abstrakte Malerei.